# Giovanni Garbagnate

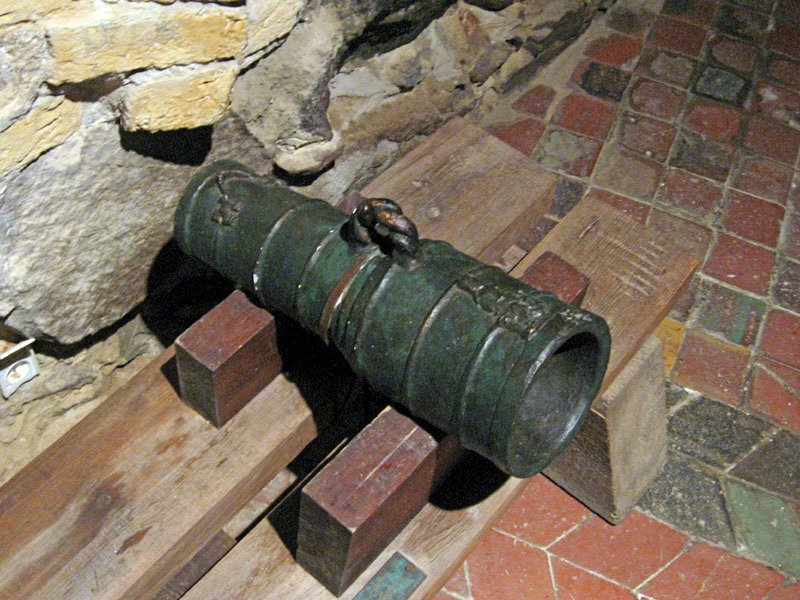
Bombarda del XV secolo

Giovanni Garbagnate (1426 – 1482) è stato un fonditore italiano.

## Biografia
Maestro bombardiere al servizio dei Gonzaga di Mantova, passò in seguito agli Sforza di Milano, per i quali fuse una colossale bombarda, che sparava proiettili da 640 libbre. L'arma fu chiamata "galeazzesca", in onore del committente.